# Karl Hohensinner
Karl Hohensinner (* 1967) ist ein in Grein lebender österreichischer Germanist, Historiker, Kulturvermittler und Schriftsteller. Er ist daneben lokalpolitisch und im Denkmalschutz engagiert.

## Studium
Hohensinner studierte an der Universität Wien 1985–1993 Germanistik und Geschichte. Im Anschluss absolvierte er ein Doktoratsstudium ebendort und wurde 1997 mit einer Dissertation über Die Siedlungsnamen im nordöstlichsten Oberösterreich (Gerichtsbezirke Freistadt und Unterweissenbach) zum Doctor philosophiae promoviert. Zuvor hatte er bereits seine Diplomarbeit den Orts- und Hofnamen des Gerichtsbezirks Grein gewidmet.

## Wissenschaftliche Tätigkeit
Zu Hohensinners Arbeitsschwerpunkten zählen die Namenkunde (im Besonderen die Orts- und Familiennamenkunde) sowie die Geschichte Oberösterreichs. Daneben forscht und publiziert er zu den Bereichen Zeit- und Mentalitätsgeschichte, ebenfalls primär mit Bezug auf dieses Bundesland. So leitet er beispielsweise ein Forschungsprojekt zum Nationalsozialismus im Strudengau, in dessen Rahmen Videodokumentationen entstanden und Ausstellungen organisiert wurden. Mehrfach hielt er an der Universität Wien germanistische Lehrveranstaltungen ab. Von 2013 bis 2017 leitete er das FWF-Forschungsprojekt Etymologien der Familiennamen auf -inger in Oberösterreich.

## Weitere Aktivitäten
Hohensinner ist auch in der Lokalpolitik tätig und gehört seit 2009 dem Gemeinderat von Grein an. 2009–2015 hatte er die Funktion des Kulturreferenten der Stadt inne. Er ist zudem seit vielen Jahren im oberösterreichischen Denkmalschutz engagiert. So setzte er sich erfolgreich für den Erhalt des mittelalterlichen Mautturms in Sarmingstein ein.

## Veröffentlichungen

### Wissenschaftliche und populärwissenschaftliche Publikationen bzw. Editionen

#### Monographien
- Sagen aus dem Bezirk Perg (= Das Oberösterreichische Sagenbuch 4). Linz 2018.
- Donausagen aus dem Strudengau (= Das Oberösterreichische Sagenbuch 2). Linz 2011.
- Familiennamen-Atlas von Oberösterreich. Namen und Berufe. Linz 2011, ISBN 978-3-902226-52-5, 357 S.[9]
- mit Peter Wiesinger unter Mitarbeit von Hermann Scheuringer und Michael Schefbäck: Die Ortsnamen des politischen Bezirkes Urfahr-Umgebung (Mittleres Mühlviertel) (= Ortsnamenbuch des Landes Oberösterreich 7). Wien 2006.
- mit Peter Wiesinger unter Mitarbeit von Hermann Scheuringer und Michael Schefbäck: Die Ortsnamen der politischen Bezirke Perg und Freistadt (Östliches Mühlviertel) (= Ortsnamenbuch des Landes Oberösterreich 11). Wien 2003.
- mit Richard Reutner und Peter Wiesinger: Die Ortsnamen der politischen Bezirke Kirchdorf an der Krems, Steyr-Land und Steyr-Stadt (Südöstliches Traunviertel) (= Ortsnamenbuch des Landes Oberösterreich 10). Wien 2001.
- Die Siedlungsnamen im nordöstlichsten Oberösterreich (Gerichtsbezirke Freistadt und Unterweissenbach). Dissertation, Universität Wien, Wien 1997.
- Die Siedlungsnamen und Hofnamen im Gerichtsbezirk Grein in OÖ. Diplomarbeit, Universität Wien, Wien 1993.

#### Unselbstständige Publikationen
- mit Hubert Bergmann: Heiligennamen in österreichischen Familiennamen. In: Vorträge des XXXV. Namenkundlichen Symposiums in Kals am Großglockner, 1.–4. Juni 2023. Wien 2024 (= Österreichische Namenforschung. Neue Folge 2), S. 19–61.
- mit Stephan Gaisbauer: Namen als letztes „Asyl verblassender Sprachaltertümer“. Zur Realisierung von mhd. ei in bairischen Namen und Appellativen. In: Christian Ferstl u. a. (Hrsg.): Namenphilologie trifft Dialektlexikographie. Beiträge aus dem Arbeitskreis für bayerisch-österreichische Namenforschung und dem Netzwerk der großlandschaftlichen Dialektwörterbücher – LexikoNet (= Jahrbuch der Johann-Andreas-Schmeller-Gesellschaft 2022). Regensburg 2023, S. 150–193.
- Die Tochter eines bereits verstorbenen Amtsbescheinigungs-Besitzers. Affekte bei der Verlistung des Nachlasses von Margit Bachler-Rix. In: Hanna Prandstätter, Stefan Maurer (Hrsg.): Verschachtelt und (v)erschlossen. Gefühlserkundungen im Archiv. St. Pölten 2023, S. 31–46.
- „Da geht eine Gans nach Schwarzbach“. Ortsnamen im Werk von Adalbert Stifter. In: Jahrbuch des Adalbert-Stifter-Instituts des Landes Oberösterreich 30, 2023, S. 31–59.
- Kontrastive Familiennamenareale in Österreich mit Beispielen aus der Sprachkontaktzone Ungarn-Österreich. In: Szilvia Szatzker, Anikó Szilágyi-Kósa (Hrsg.): Deutsch im interlingualen und interkulturellen Vergleich. Hamburg 2022 (= Schriften zur Vergleichenden Sprachwissenschaft. Band 37), S. 231–254.
- mit Hubert Bergmann: Österreichische Familiennamen kontrastiv. In: Mariann Slíz, Justyna B. Walkowiak (Hrsg.): Onomastica Uralica 13, 2019, S. 5–25.
- mit Rüdiger Harnisch: Das onymische Interfix -ets- in oberösterreichischen Ortsnamen. Historisch-geografische Bestandsaufnahme und Deutung als Produkt einer morphologischen Reanalyse. In: Ch. Ferstl u. a. (Hrsg.): Beiträge zum 7. Dialektologischen Symposium im Bayerischen Wald, Hetzenbach, 28. bis 30. April 2017. Regensburg 2019, S. 7–40.
- Das onomastische Simplex und Grundwort Schlag / -schlag. In: Harald Bichlmeier, Heinz-Dieter Pohl: Akten des XXXII. Namenkundlichen Symposiums in Kals am Großglockner. 2018, S. 109–138.
- mit Bertold Wöss: Übersetzbare Vornamen: Deutsch ‒ Tschechisch. In: Mehrnamigkeit zwischen Sprachwissenschaft, Sprachgeschichte und Sprachpolitik (= Österreichische Namenforschung, Beihefte 6), 2018, S. 253–272.
- Namen in Reisebeschreibungen. In: Blätter für oberdeutsche Namenforschung 54, 2017, S. 108–119.
- mit Bertold Wöss: Neue Kartierungsmöglichkeiten auf Basis des Franziszeischen Katasters im Bundesland Oberösterreich. In: Harald Bichlmeier, Heinz-Dieter Pohl (Hrsg.): Akten des XXX. Namenkundlichen Symposiums in Kals am Großglockner (11.–14. 6. 2015). 2016, S. 177–196 (stifterhaus.at [PDF]).
- mit Bertold Wöss: Ortsnamen auf -berg und Bergnamen in Oberösterreich. In: Peter Anreiter, Gerhard Rampl (Hrsg.): Berg- und Flurnamen in Bayern und Österreich (= Innsbrucker Beiträge zur Onomastik 16), 2016, S. 55–82.
- Zeitgenossen der „Mutter Courage“ – Durchreisende und ihre Namen in Grein an der Donau 1624 bis 1644. In: Dieter Kremer (Hrsg.): „Fremde“ Namen (= Onomastica Lipsiensia. Leipziger Untersuchungen zur Namenforschung 12), 2016, S. 185–214 (stifterhaus.at [PDF]).
- Nicht-autochthone Familiennamen in Österreich: Gibt es ein „Böhmisches Muster“ bei der Kartierung von Familiennamen? In: Interkulturelle Linguistik als Forschungsorientierung in der mitteleuropäischen Germanistik (= Beiträge zur Interkulturellen Germanistik 8), 2017, S. 63–80.
- „Donaureisen“. Namen als Merkmal bei der Textrecherche. In: IDE. Zeitschrift für Deutschunterricht in Wissenschaft und Schule 2/2017, S. 76–83.
- mit Bertold Wöss: ‚Vor lauter Bäumen ...‘ – Die unbekannten „-inger“. In: Carole Hough, Daria Izdebska (Hrsg.): Names and Their Environment. Proceedings of the 25th International Congress of Onomastic Sciences, Glasgow, 25–29 August 2014 3. Glasgow 2015, S. 95–108.
- mit Bertold Wöss: Familiennamen auf „-inger“ in Oberösterreich. In: Österreichische Namenforschung 40–41, 2015, S. 11–30.
- Flurnamen in Oberösterreich – Historische Quellen, Erfahrungen und neue Forschungsperspektiven. In: Barbara Aehnlich, Eckhard Meineke (Hrsg.): Namen und Kulturlandschaften (= Onomastica Lipsiensia. Leipziger Untersuchungen zur Namenforschung 10), Leipzig 2015, S. 105–157.
- Tschechische Namenformen zu Österreichischen Ortsnamen. In: Wolfgang Janka, Rüdiger Harnisch (Hrsg.): Namen in Grenzräumen. 7. Kolloquium des Arbeitskreises für bayerisch-österreichische Namenforschung (Passau, 27./28. September 2012). Regensburg 2015, S. 67–82.
- Die Siedlungsgeschichte im nördlichen Oberösterreich. In: Katalog der Oberösterreichischen Landesausstellung 2013. Alte Spuren. Neue Wege Landesausstellung Oberösterreich & Südböhmen 1. Trauner Verlag, Linz 2013.
- Ratsprotokolle von Waldhausen in Oberösterreich – Erkenntnismöglichkeiten durch Digitalisierung frühneuzeitlicher Akten. In: Rüdiger Harnisch (Hrsg.): Strömungen in der Entwicklung der Dialekte und ihrer Erforschung. Regensburg 2013, S. 356.
- Namenkunde in Oberösterreich mit Beispielen aus dem Gebiet zwischen Atter- und Traunsee. In: Klaus Petermayr, Stephan Gaisbauer (Hrsg.): Höllgang, Ergebnisse einer Feldforschung rund um das Höllengebirge (= Oberösterreichische Schriften zur Volksmusik 7). Linz 2008, S. 189–195.
- Beobachtungen zur aktuellen Dialektentwicklung im österreichischen Donauraum – Sprachwandel versus Sprachwechsel. In: R. Muhr u. a. (Hrsg.): Zehn Jahre Forschung zum Österreichischen Deutsch: 1995–2005. Eine Bilanz (= Österreichisches Deutsch. Sprache der Gegenwart 10). Frankfurt am Main u. a. 2006, S. 217–244.
- Oberösterreichische Familiennamengeografie, Schwerpunkt Hausruck. In: Klaus Petermayr, Stephan Gaisbauer (Hrsg.): Tiefgang, Sprache und Musik, Ergebnisse einer Feldforschung im Hausruck (= Oberösterreichische Schriften zur Volksmusik 4). Linz 2006, S. 35–47.
- Namensänderungen bei Gewässernamen am Nordrand Oberösterreichs. In: Albrecht Greule u. a. (Hrsg.): Gewässernamen in Bayern und Österreich, 3. Kolloquium des Arbeitskreises für bayerisch-österreichische Namenforschung (= Regensburger Studien zur Namenforschung 1). Regensburg 2005, S. 85–94.
- Imperativische Familiennamen aus Oberösterreich. In: Christiane M. Pabst (Hrsg.): Sprache als System und Prozess, Festschrift für Günter Lipold zum 60. Geburtstag. Wien 2005, S. 178–191.
- mit Peter Wiesinger: Das Ortsnamenbuch des Landes Oberösterreich. Zur Präsentation des Bandes 7. Die Ortsnamen der Politischen Bezirke Kirchdorf an der Krems, Steyr-Land und Steyr-Stadt. In: Stephan Gaisbauer, Hermann Scheuringer (Hrsg.): Linzerschnitten, Beiträge zum 8. Bayerisch-Österreichischen Dialektologentag in Linz, zugleich 3. Arbeitstagung zu Sprache und Dialekt in Oberösterreich, in Linz, September 2001 (= Schriften zur Literatur und Sprache in Oberösterreich 8). Linz 2004, S. 627–633.
- Etymologie und Volksetymologie an Hand des „Ortsnamenbuchs des Landes Oberösterreich“, Bezirke Freistadt und Perg. In: Jahrbuch des Oberösterreichischen Musealvereines, Gesellschaft für Landeskunde 148, Teil I, Abhandlungen, Linz 2003, S. 65–115 (zobodat.at [PDF]).
- Ortsnamen und Siedlungsgeschichte in Rodungsgebieten des oberösterreichischen Mühlviertels. In: Peter Ernst u. a. (Hrsg.): Ortsnamen und Siedlungsgeschichte, Akten des Symposiums in Wien vom 28.–30. September 2002. Heidelberg 2002, S. 201–217.
- Zur Datierung des mittelbairischen -ch-Schwundes anhand der urkundlichen Überlieferung der Siedlungsnamen auf mhd. -ach in Oberösterreich. In: Zeitschrift für Dialektologie und Linguistik 69, Stuttgart 2002, S. 129ff.
- Die oberösterreichische Flurnamensammlung. In: Jahrbuch des oberösterreichischen Musealvereines, Gesellschaft für Landeskunde 147, 1/2002, S. 385–394 (zobodat.at [PDF]).
- mit Stefan Mandlmayr: Das zeitgeschichtliche Forschungsprojekt in Grein, Oberösterreich. In: Dokumentationsarchiv des österreichischen Widerstandes (Hrsg.): Jahrbuch 2000. Wien 2000, S. 87–115.
- Siedlungsnamentypen im Bezirk Freistadt, OÖ. In: Österreichische Namenforschung 28, Wien 2000, Heft 1, S. 39–55.
- Der Aufklärer im Biedermeier – Die späten Jahre des Amand Berghofer. In: Österreich in Geschichte und Literatur 43. Wien 1999, Heft 1, S. 36–46.
- mit Klaus Dürrschmid: Franz Xaver Amand Berghofer (1745–1825). In: Literatur und Kritik. 303/304, 1996, S. 101–109.

#### Editionen
- mit Klaus Dürrschmid: Texte aus dem Werk von F. X. A. Berghofer. Grein 1996.

### Belletristik
- Das letzte Haus. Erzählung. EuroJournal RegionalEdition. Linz 2004 (Volltext auf Google Books).